# Tani Jun
Tani Jun, pseudonimo di Tat'jana Stepanovna Maksimova-Koškinskaja (in russo Тани Юн, Татьяна Степановна Максимова-Кошкинская?; Čerbaj, 28 gennaio 1903 – Čeboksary, 6 ottobre 1977), è stata un'attrice e commediografa russa di etnia ciuvascia. Fu l'emblema del teatro nazionale ciuvascio, nonché attrice di spicco del cinema muto e sonoro sovietico.

## Biografia
Tani Jun scrisse alcuni lavori teatrali insieme al marito Ioachim Stepanovič Maksimov-Koškinskij. Fu membro dell'Unione degli scrittori dell'URSS (1957).

## Premi e riconoscimenti
Nel 1973, per i suoi meriti allo sviluppo della letteratura e del teatro ciuvasci, in occasione del suo settantesimo compleanno, le è stato assegnato un Diploma del Comitato del Partito e del Consiglio dei Ministri della Repubblica Socialista Sovietica Autonoma Ciuvascia.

## Filmografia
- I ribelli del Volga, regia di Pavel Petrovič Petrov-Bytov (1926)